# 이형모
이형모(李炯模, 1913년 7월 28일 ~ 미상)는 기업인 출신 정치인이다. 제3·4대 국회의원을 지냈다.

## 약력
- 광주고등보통학교 졸업
- 일본 주오 대학 법과 중퇴
- 광주주조주식회사 사장
- 광주상공회의소 부회장
- 한국대리석주식회사 취체역
- 자유당 중앙위원·원내부총무

## 역대 선거 결과
|  | 35.35% |

|  | 51.21% |

|  | 20.00% |

|  | 13.08% |

## 참고자료
- 이형모 - 대한민국헌정회